# 우키시마촌 (이바라키현)
우키시마촌(浮島村)은 이바라키현 시다군·이나시키군에 일찍이 존재했던 촌이다. 

## 지리
- 현재의 이나시키시 북동부에 해당한다.
- 1966년에 간척되어 현재는 육지와 이어져 있지만, 과거에는 가스미가우라에 떠 있는 섬이었다.
- 촌 일대는 고원과 평지가 교차하는 골짜기가 많은 지형이며, 옛날에는 제염이 주요 산업이었다.

## 역사
- 1889년 4월 1일 - 정촌제 시행에 의해 우키시마촌이 단독으로 촌제를 시행해 시다군 우키시마촌이 성립하였다.
- 1896년 4월 1일 - 가와치군과 합병해 이나사키군이 성립하여, 우키시마촌은 이나사키군에 이관되었다.
- 1955년 4월 1일 - 훗토촌과 합병해 사쿠라가와촌이 성립하여, 우키시마촌은 소멸하였다.

## 인구
| 1891년 | 1,258 |
| 1920년 | 1,485 |
| 1935년 | 1,853 |
| 1950년 | 2,458 |

## 참고문헌
- 角川日本地名大辞典編纂委員会『角川日本地名大辞典 8 茨城県』、角川書店、1983年 ISBN 4040010809